# Almirante Kasatonov
El Almirante de la Flota Kasatonov, más conocido como Almirante Kasatonov (en ruso: Адмирал флота Касатонов) es una fragata de la clase Almirante Gorshkov de la Armada rusa.  Tiene el nombre en honor al almirante soviético Vladimir Kasatonov.

## Diseño
La clase Almirante Gorshkov es la sucesora de las fragatas de la clase Neustrashimy y la clase Krivak. A diferencia de sus predecesoras de la era soviética, los nuevos barcos están diseñados para múltiples funciones. Deben ser capaces de ejecutar ataques de largo alcance, realizar guerras antisubmarinas y llevar a cabo misiones de escolta.

## Construcción
El Almirante Kasatonov se inició el 26 de noviembre de 2009 en Severnaya Verf, se botó el 12 de diciembre de 2014, y se puso en servicio el 21 de julio de 2020. El barco lleva el nombre del héroe de la flota de la Unión Soviética, el almirante Vladimir Kasatonov. El Almirante Kasatonov está asignado a la 43.ª División de Buques de Misiles de la Flota del Norte de Rusia en Severomorsk. En 2020, el número de casco anterior 431 fue reemplazado por 461.

## Historial operativo

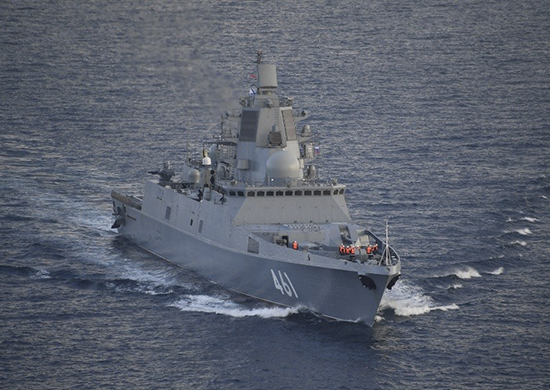
El Almirante Kasatonov navegando en 2021.

Después de su puesta en servicio, el barco realizó ejercicios antisubmarinos en el Mar de Barents y, el 29 de septiembre de 2020, disparó un misil de crucero Kalibr desde el Mar Blanco contra un objetivo terrestre ubicado en un campo de entrenamiento en la región de Arcángel. Entre 2019 y 2020 probó un nuevo sistema de armas antisubmarinas Otvet.
El Almirante Kasatonov dejó su puerto base de Severomorsk para su primer despliegue distante el 30 de diciembre de 2020 junto con el remolcador Nikolay Chiker bajo el mando del capitán Vladimir Malakhovsky. El 14 de enero de 2021, el barco entró en el Mar Mediterráneo a través del Estrecho de Gibraltar. El 18 de enero de 2021, realizó una visita a Argelia. El 26 de enero de 2021, el remolcador acompañante Nikolay Chiker visitó Limassol, Chipre. Ambos barcos visitaron el puerto griego de El Pireo el 3 de febrero de 2021 y, entre el 16 y el 18 de febrero de 2021, el puerto egipcio de Alejandría. En febrero de 2021, el petrolero Vyazma se unió al destacamento de barcos. Entre el 2 y el 4 de marzo, el Almirante Kasatonov visitó la base naval turca en Aksaz. Entre el 2 y el 5 de marzo, Nikolay Chiker y Vyazma fueron a Limassol nuevamente, y entre el 8 y el 10 de marzo, el Almirante Kasatonov también lo hizo. También hizo escala en Tartus, Siria.
El 15 de marzo, el barco estaba monitoreando el portaaviones de asalto anfibio francés Tonnerre, que se había acercado a Chipre desde Creta. El grupo de ataque del portaaviones del USS Dwight D. Eisenhower también había estado activo en el área, después de los ejercicios con la Armada griega el 11 de marzo. Del 23 al 26 de marzo, el barco regresó al Pireo para participar en las conmemoraciones del 2.º centenario de la independencia griega (Celebración del 25 de marzo de 1821). El 2 de abril, el destacamento de barcos transitó el estrecho de Gibraltar hacia el oeste.
El 23 de abril, el Almirante Kasatonov regresó a Severomorsk, siendo recibido por el comandante de la Armada rusa Nikolay Yevmenov y el comandante de la Flota del Norte, Aleksandr Moyseev. Nikolay Chiker y Vyazma habían regresado a la base la semana anterior.
El 7 de febrero de 2022, la fragata se desplegó en el mar Mediterráneo junto con el destructor Vicealmirante Kulakov, el crucero Marshal Ustinov y el petrolero Vyazma, fortaleciendo el 5º Escuadrón Operacional. Más tarde, al barco se le negó el acceso al Mar Negro después de que Turquía cerrara los Estrechos Turcos a todos los buques de guerra extranjeros. El grupo de batalla abandonó el Mediterráneo el 24 de agosto de 2022, regresando a Severomorsk, mientras que el Almirante Kasatonov permaneció en el Mediterráneo.
A fines de noviembre, estuvo ausente de Tartus, probablemente siguiendo al portaaviones francés Charles de Gaulle, desplegado en el Mediterráneo oriental.